# 경춘북로
경춘북로(Gyeongchunbuk-ro)는 서울특별시 중랑구 신내동의 신내 나들목과 경기도 남양주시 진건읍 진관리 진건우회로를 잇는 도로이다.
이 도로는 본래 경춘로를 대체하기 위해 건설된 도로였으며, 국도 제47호선 구간의 대부분은 경기도 구리시 갈매동을 관통한다. 최초 도로명 부여 당시에는 서울특별시 중랑구 신내동의 신내 나들목에서 경기도 남양주시 화도읍 샛터 교차로까지 이어지는 연장 18.032km의 도로였다.
이후 진관IC ~ 사능간 도로(경기도 남양주시 진건읍 진관IC ~ 먹골 교차로) 구간을 새로 신설하면서 2011년 12월 12일 신설 구간이 개통됨과 함께 먹골 교차로 인근에서 도로 구간이 단절되었으며, 2020년 10월 22일 도로 구간을 조절해 단절된 먹골 교차로 이후 동쪽 구간은 경춘북로에서 제외되었다. 단절되어 경춘북로에서 제외된 기존 먹골 교차로 ~ 금남 교차로 구간은 2021년 1월 7일 남양주시에서 신경춘로라는 도로명을 부여했다.

## 역사
- 1990년대 후반 추정 : 진관사거리 ~ 사릉 나들목 구간, 기존 지방도 노선의 일부로서 왕복 4차로 확장 개통
- 1997년 5월 12일 : 남양주시 호평동 ~ 화도읍 금남리 11.6km 구간을 자동차 전용도로로 지정[1]
- 1998년 9월 24일 : 남양주시 진건면 사능리 ~ 호평동 6.0km 구간을 자동차 전용도로로 지정[2]
- 2005년 : 구리시계 ~ 갈매사거리 구간 왕복 6차로 확장 공사 착공(당시 구리시계 ~ 갈매사거리 구간은 갈매길)
- 2005년 12월 30일 : 남양주시 호평동 ~ 화도읍 금남리 11.36km 구간 확장 개통[3]
- 2007년 6월 30일 : 남양주시 진건읍 사능리 ~ 호평동 6.134km 구간 개통[4]
- 2009년 7월 10일 : 2개 이상 시·도에 걸쳐 있는 도로로 경춘북로를 고시[5]
- 2009년 11월 : 갈매사거리 ~ 퇴계원사거리 구간 확장공사[6]
- 2010년 3월 : 구리시계 ~ 갈매사거리 구간 확장 개통[7]
- 2011년 12월 12일 : 진관 나들목 ~ 먹골 교차로(남양주시 진건읍 진관리) 1.0km 구간 조기 확장 개통[8]
- 2012년 6월 29일 : 퇴계원 나들목 연결도로(구리시 사노동 ~ 남양주시 별내면 화접리) 5.4km 구간 개통[9], 먹골 교차로(남양주시 진건읍 진관리) 개통[10]
- 2014년 2월 20일 : 남양주시 진건읍 진관리 ~ 사능리 3.0km 구간을 자동차 전용도로로 지정[11]
- 2014년 11월 26일 : 진관IC ~ 사능간 도로(남양주시 진건읍 진관리) 1.2km 구간 확장 개통, 기존 구간 폐지[12]
- 2020년 10월 22일 : 단절된 경기도 남양주시 진건읍 진관리 ~ 화도읍 구암리 구간을 경춘북로에서 제외함. 이에 따라 경춘북로 종점이 '경기도 남양주시 화도읍 구암리'에서 '경기도 남양주시 진건읍 진관리'로 변경되고 총 연장이 18.032km에서 7.921km로 단축됨.[13]
- 2021년 1월 7일 : 경춘북로에서 제외된 경기도 남양주시 진건읍 진관리 ~ 화도읍 금남리 구간이 신경춘로가 됨[14]

## 주요 경유지
서울특별시
- 중랑구 신내동

경기도
- 구리시 갈매동 - 남양주시 (별내동 · 퇴계원읍 · 진건읍)

## 노선
| 이름              | 접속 노선                    | 소재지                               | 소재지                | 비고               |
| 용마산로와 직결   | 용마산로와 직결              | 용마산로와 직결                      | 용마산로와 직결       | 용마산로와 직결    |
| ----------------- | ---------------------------- | ------------------------------------ | --------------------- | ------------------ |
| 신내 나들목       | 북부간선도로                 | 서울특별시                           | 중랑구                | 국도 제47호선 구간 |
| 새우개고개        | 신내역로 갈매길              | 서울특별시                           | 중랑구                | 국도 제47호선 구간 |
| 새우개고개        | 신내역로 갈매길              | 구리시                               | 갈매동                | 국도 제47호선 구간 |
| (갈매더샵아파트)  | 갈매순환로                   | 구리시                               | 갈매동                | 국도 제47호선 구간 |
| (이름 없음)       | 산마루로 갈매길              | 구리시                               | 갈매동                | 국도 제47호선 구간 |
| 갈매역            |                              | 구리시                               | 갈매동                | 국도 제47호선 구간 |
| (담터)            | 담터길                       | 구리시                               | 갈매동                | 국도 제47호선 구간 |
| (갈매술막사거리)  | 갈매순환로                   | 구리시                               | 갈매동                | 국도 제47호선 구간 |
| 갈매사거리        | 국도 제47호선 (금강로)       | 구리시                               | 갈매동                | 국도 제47호선 구간 |
| 불암천교          |                              | 구리시                               | 갈매동                |                    |
| 남양주시          | 별내동                       |                                      |                       |                    |
| 남양주시          | 별내동                       | 퇴계원교                             |                       |                    |
| 남양주시          | 퇴계원읍                     |                                      |                       |                    |
| 남양주시          | 검문소사거리 (갈매 나들목)   | 국도 제47호선 (금강로) 송산로        |                       |                    |
| 남양주시          | 퇴계원삼거리                 | 별내2로                              |                       |                    |
| 남양주시          | 퇴계원사거리                 | 퇴계원로 동구릉로                    |                       |                    |
| 남양주시          | 퇴계원역                     |                                      |                       |                    |
| 남양주시          | (퇴계원읍 행정복지센터 입구) | 도제원로 경춘북로558번길             |                       |                    |
| 남양주시          | (진관교 서단)                | 경춘북로613번길                      |                       |                    |
| 남양주시          | 진관교                       |                                      |                       |                    |
| 남양주시          | 진건읍                       |                                      |                       |                    |
| 남양주시          | 진관사거리                   | 지방도 제383호선 (진관로)            | 지방도 제383호선 구간 |                    |
| 남양주시          | 구진관 나들목                | 국도 제43호선 국도 제47호선 (금강로) | 지방도 제383호선 구간 |                    |
| 남양주시          | 진관리앞 교차로              |                                      | 지방도 제383호선 구간 |                    |
| 진건우회로와 직결 |                              |                                      |                       |                    |

## 주요 건물 및 시설
- 갈매역 (경기도 구리시 경춘북로 229)
- 모다아울렛 구리남양주점 (경기도 구리시 경춘북로 230)
- 남양주시청 풍양출장소 (경기도 남양주시 퇴계원읍 경춘북로 517)
- 퇴계원우체국 (경기도 남양주시 퇴계원읍 경춘북로 533)
- 퇴계원역 (경기도 남양주시 퇴계원읍 경춘북로 545)
- 애니독스쿨 (경기도 남양주시 퇴계원읍 경춘북로 657)

## 기존 도로명
- 신내 나들목 ~ 구리시계 : 능산길
- 서울특별시계 ~ 갈매사거리 : 갈매길(갈매길을 왕복 6차선으로 확장) 현재의 갈매길은 예전 왕복6차선 확장이전하기 전의 기존도로이며 한때 국도 제47호선의 일부였다.
- 갈매사거리 ~ 퇴계원사거리 : 도로명 없음
- 퇴계원사거리 ~ 진관사거리 : 지방도 제390호선
- 진관사거리 ~ 사릉 나들목 : 지방도 제383호선

## 기타
경춘북로 종점 이후 폐도로 구간에 진건 생활체육시설 (진건읍 진관리 산20-4번지)을 조성하였으나 3기 신도시에 수용되어 사능초등학교 옆에 대체 시설이 조성되었다.